# Gräventjärnen (Alanäs socken, Jämtland)
Gräventjärnen är en sjö i Strömsunds kommun i Jämtland och ingår i Ångermanälvens huvudavrinningsområde.